# Скрипов Олександр Миколайович
Олександр Миколайович Скрипов (рос. Александр Николаевич Скрипов)  (7 грудня 1905 року), слобода Манич-Балабинка Багаевского району Ростовської області — 1985) — російський письменник, поет, перекладач, вчитель, краєзнавець.

## Біографія
Народився і виріс в сім'ї луганського машиніста-залізничника. Дитинство провів на хуторі Хомутці, потім навчався в станиці Мечетинской у вищому початковому училищі. У 1919 році добровольцем вступив до лав Червоної Армії.
У 1921 році вступив до комсомолу, став активним організатором комсомольських осередків, боровся з безпритульністю дітей, був секретарем сільради, завідувачем хатою-читальнею. Після демобілізації став інструктором районного відділу народної освіти, потім перейшов на викладацьку роботу.
У 1928 році видав першу поетичну збірку «Зірниці». У 1929 ріку А. Скрипов був прийнятий у члени Всеросійського товариства селянських письменників (ВОКП), часто друкувався в газетах «Молот», «Більшовицька зміна», «Радянський орач», «Колгоспна правда» та інших.
У період Німецько-радянської війни А. Н. Скрипов в рядах Радянської Армії брав участь за звільнення Ростова, України, Відня. В цей час він писав багато віршів, нарисів, кореспонденції, які публікувалися на сторінках фронтових газет.
З січня 1946 року Олександр Миколайович знову працює вчителем історії та директором сільських шкіл, закінчує історичний факультет Ростовського-на-Дону педінституту, стає редактором Калмицького і Луганського книжкових видавництв.

## Творчість
Скрипов відомий насамперед перекладом «Слова о полку Ігоревім», вперше опублікованим у 1939 році в альманасі «Літературний Чернігів». Надалі Скрипов багаторазово переробляв переклад, витримав ще кілька видань. Скрипов також автор віршованого перекладу та іншого найдавнішого пам'ятника російської літератури — «Задонщина», історико-краєзнавчих нарисів «На просторах Дикого поля», літературної обробки калмицьких народних казок, роману про громадянської війни на Дону, «В степових просторах», повісті про Київській Русі XII століття «Народження пісні».

## Нагороди
Олександр Миколайович Скрипов нагороджений орденом Червоної Зірки, срібною медаллю «За трудову доблесть», медалями «За перемогу над Німеччиною», "За взяття Відня та бронзовою медаллю ВСХВ, а також Почесними грамотами ЦК ВЛКСМ, Академії педагогічних наук, Міністерства освіти РРФСР та іншими.

## Твору
- Шкільний музей. — Ростов н/Д: Кн. вид-во, 1953. Співавт. І. В. Бондаренко.

- Слово о полку Ігоревім: Стихотвор. пер. і послесл. А. Н. Скрипова. — Ростов н/Д: Кн. вид-во, 1957.

- На просторах Дикого поля: З минулого. — Ростов н/Д: Вид-во Зростання. ун-ту, 1960.

- У степових просторах: Роман-хроніка. — Київ: Рад. письменник, 1966.

- Переліки і перли. — М.: Малюк, 1972.

- Народження пісні: Іст. повість. — Краснодар: Кн. вид-во, 1977.

- Красуня Бадм: Калм. нар. казки; пер. з калм., А. Скрипова. — Еліста: Калм. кн. вид-во, 1974.

- У кольором рідна степ: Повість про дитинство. — Ростов н/Д: Кн. вид-во, 1980.

- За землю руську. — Ростов н/Д: Вид-во Зростання. ун-та, 1982.